# Wasim Sajjad
Wasim Sajjad (sinh 30 tháng 3 năm 1941) là chính khách bảo thủ người Pakistan và luật sư, ông là Quyền Tổng thống Pakistan hai nhiệm kỳ không liên tiếp và là Chủ tịch Thượng viện giữa năm 1988 và năm 1999.